# Хромтауски район
Хромтауски район (на казахски: Хромтау ауданы) е съставна част на Актобенска област, Казахстан, с обща площ 12 630 км2 и население от 43 372 души (по приблизителна оценка към 1 януари 2020 г.).
Административен център е град Хромтау.